# Finale de la Coupe des confédérations 2003
La finale de la Coupe des confédérations 2003 est une rencontre sportive de football. Le match se joue au Stade de France à Saint-Denis en France à 21 h heure locale, le 29 juin 2003, et voit s'affronter l'équipe du Cameroun et l'équipe de France. La France s'impose grâce à but en or de Thierry Henry à la 97e minute qui reprend le ballon du genou devant Carlos Kameni après une passe de Lilian Thuram pour marquer,.
Les joueurs Camerounais affichaient sur leurs maillots des inscriptions brodées comportant le nom, la date de naissance et de décès de Marc-Vivien Foé, en hommage à celui qui avait subi un arrêt cardiaque mortel sur le terrain lors de la demi-finale contre la Colombie trois jours plus tôt,. Lors de la remise de la Coupe, deux joueurs camerounais ont tenu une grande photo de Foé, sur laquelle des responsables de la FIFA ont accroché une médaille de finaliste. Lorsque le capitaine français Marcel Desailly a reçu le trophée, il l'a tenu à l'unisson avec le capitaine camerounais Rigobert Song,.

## Parcours respectifs
|   | Équipe     | Pts | J | G | N | P | BP | BC | Diff |
| 1 | Cameroun   | 7   | 3 | 2 | 1 | 0 | 2  | 0  | +2   |
| 2 | Turquie    | 4   | 3 | 1 | 1 | 1 | 4  | 4  | 0    |
| 3 | Brésil     | 4   | 3 | 1 | 1 | 1 | 3  | 3  | 0    |
| 4 | États-Unis | 1   | 3 | 0 | 1 | 2 | 1  | 3  | -2   |

|   | Équipe           | Pts | J | G | N | P | BP | BC | Diff |
| 1 | France           | 9   | 3 | 3 | 0 | 0 | 8  | 1  | +7   |
| 2 | Colombie         | 6   | 3 | 2 | 0 | 1 | 4  | 2  | +2   |
| 3 | Japon            | 3   | 3 | 1 | 0 | 2 | 4  | 4  | +1   |
| 4 | Nouvelle-Zélande | 0   | 3 | 0 | 0 | 3 | 1  | 11 | -10  |

## Feuille de match
| Dimanche 29 juin 2003                      | Cameroun | 0 - 1 a. p. ·         | France              | Stade de France, Saint-Denis                     |                                                  |
| 21 h 0 (UTC+2) · Historique des rencontres |          | (0 - 0, 0 - 0, 0 - 1) | 97e Henry (Thuram ) | Spectateurs : 51 985 Arbitrage : Valentin Ivanov | Spectateurs : 51 985 Arbitrage : Valentin Ivanov |
| 21 h 0 (UTC+2) · Historique des rencontres | Rapport  |                       |                     | Spectateurs : 51 985 Arbitrage : Valentin Ivanov | Spectateurs : 51 985 Arbitrage : Valentin Ivanov |

| Cameroun | France |

| CAMEROUN :       |    |                          |     |     |
|                  |    |                          |     |     |
| Gardien de but   | 01 | Carlos Kameni            |     |     |
|                  | 03 | Jean-Joël Perrier-Doumbé |     |     |
|                  | 13 | Lucien Mettomo           |     |     |
|                  | 04 | Rigobert Song            |     |     |
|                  | 08 | Geremi Njitap            |     |     |
|                  | 19 | Éric Djemba-Djemba       |     |     |
|                  | 07 | Modeste M'Bami           | 89e |     |
|                  | 05 | Timothée Atouba          |     |     |
|                  | 16 | Valéry Mezague           |     | 91e |
|                  | 11 | Pius N'Diefi             |     | 67e |
|                  | 18 | Mohammadou Idrissou      |     |     |
| Remplaçants :    |    |                          |     |     |
|                  | 09 | Samuel Eto'o             |     | 67e |
|                  | 10 | Achille Emana            |     | 91e |
| Sélectionneur :  |    |                          |     |     |
| Winfried Schäfer |    |                          |     |     |

| FRANCE :        |    |                  |     |        |
|                 |    |                  |     |        |
| Gardien de but  | 16 | Fabien Barthez   |     |        |
|                 | 19 | Willy Sagnol     |     | 76e    |
|                 | 05 | William Gallas   |     |        |
|                 | 08 | Marcel Desailly  |     |        |
|                 | 03 | Bixente Lizarazu |     | 120+1e |
|                 | 10 | Ludovic Giuly    |     |        |
|                 | 18 | Benoît Pedretti  |     |        |
|                 | 14 | Olivier Dacourt  | 44e | 90e    |
|                 | 11 | Sylvain Wiltord  |     | 65e    |
|                 | 09 | Djibril Cissé    |     |        |
|                 | 12 | Thierry Henry    |     |        |
| Remplaçants :   |    |                  |     |        |
|                 | 07 | Robert Pirès     |     | 65e    |
|                 | 15 | Lilian Thuram    |     | 76e    |
|                 | 17 | Olivier Kapo     |     | 90e    |
| Sélectionneur : |    |                  |     |        |
| Jacques Santini |    |                  |     |        |

| Assistants : Gennady Krasyuk Yuri Dupanov Quatrième arbitre : Carlos Amarilla Cinquième arbitre : Kathryn Nesbitt Homme du Match : Thierry Henry |